# 睢冉
睢冉（1992年6月25日—），中国篮球运动员，现效力于山东男篮，司职组织后卫。2014年6月6日，睢冉、郭艾伦、赵泰隆从国奥队被调回中国国家男子篮球队。2016年，他入选里约奥运中国男子篮球队名单，随队参赛最终获得第12名。2018年12月底，他宣布正式退役，结束自己的篮球运动员生涯。